# Ivania coccinea
Ivania coccinea is een keversoort uit de familie zwamspartelkevers (Melandryidae). De wetenschappelijke naam van de soort werd in 1895 gepubliceerd door George Lewis. In hetzelfde artikel publiceerde Lewis ook de beschrijving van het nieuwe geslacht Ivania, dat overeenkomsten vertoont met Melandrya.
De soort komt voor in Japan.